# Presskonferens

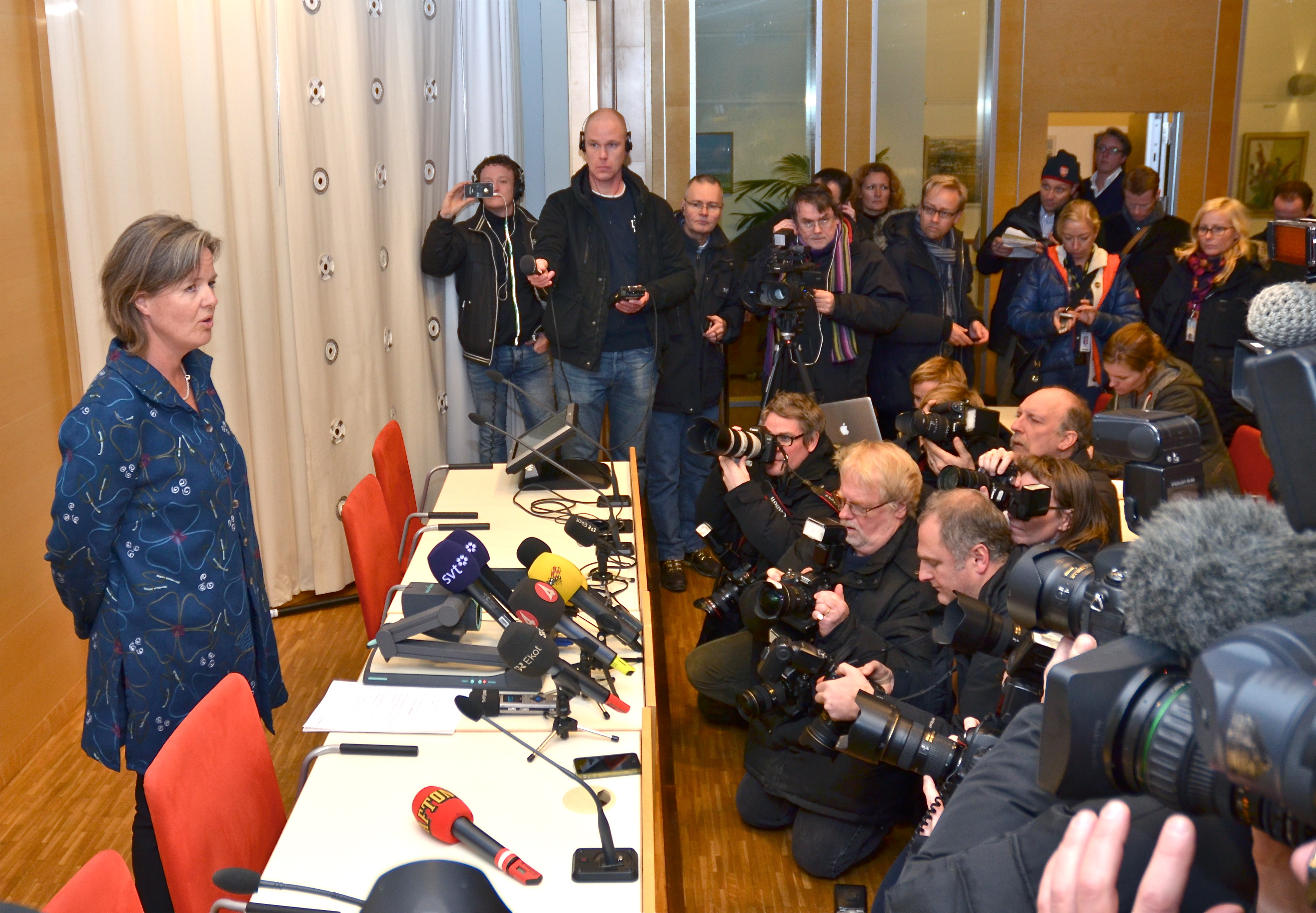
Socialdemokraternas partisekreterare Carin Jämtin håller presskonferens den 20 januari 2012 på Sveavägen 68, socialdemokraternas huvudkontor, om att partiledningen i VU har fortsatt förtroende för Håkan Juholt.

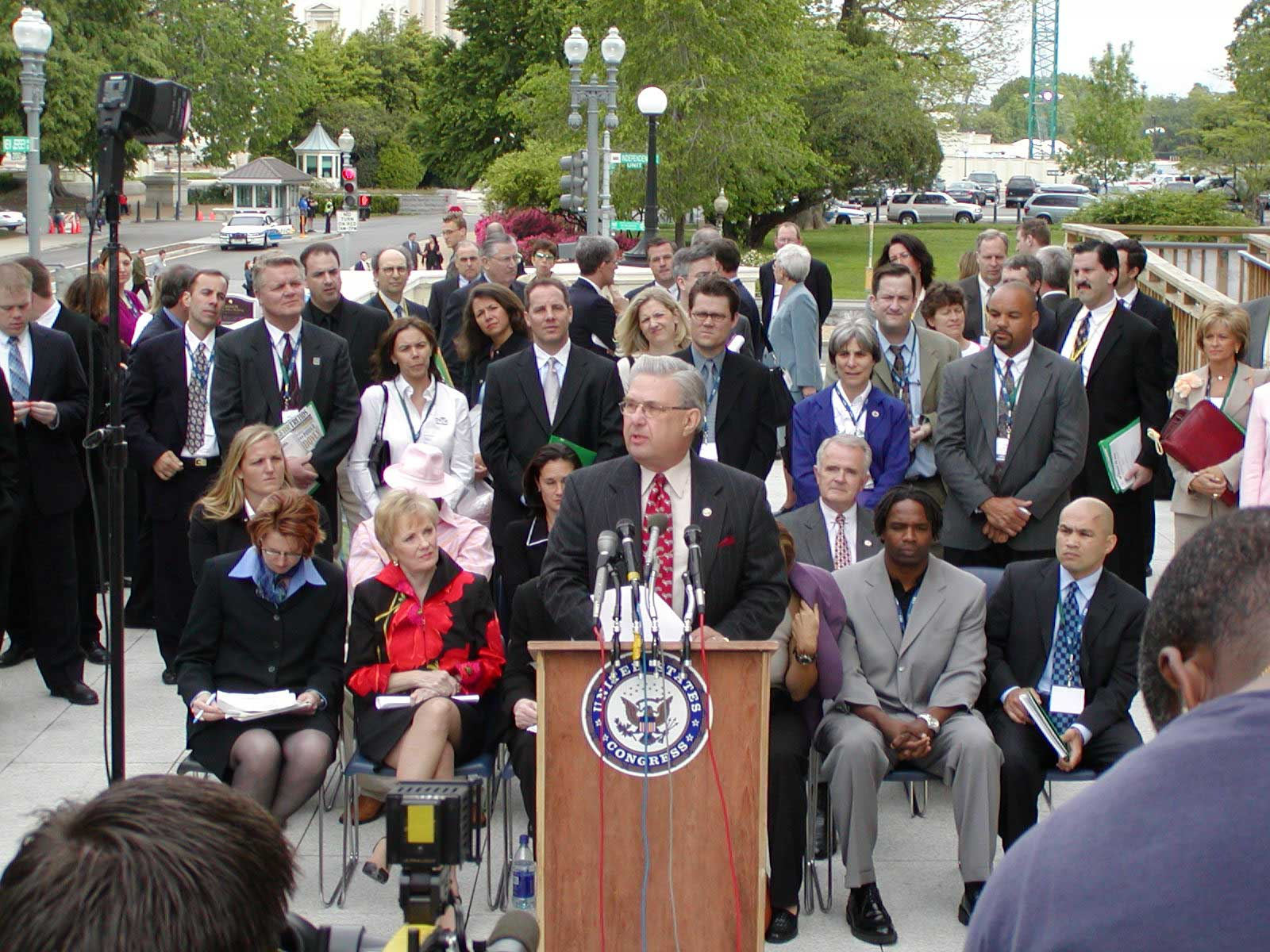
En amerikansk kongressledamot håller presskonferens om vikten av fysisk aktivitet för att bekämpa fetma hos barn.

En presskonferens eller pressträff är en presentation som massmedier och journalister inbjuds till av en myndighet, organisation eller ett företag i syfte att lämna information och besvara de frågor som kan tänkas uppkomma. Presskonferenser förekommer inom bland annat politik och sport, för att kungöra stora förändringar, såsom avhopp, kontraktssigneringar, och nomineringar. Presskonferensen inleds med att de inbjudande berättar om nyheten. Efteråt finns vanligtvis utrymme för frågor från journalister. Presskonferenser är ovanliga i PR-arbeten; det vanligaste kommunikationssättet är då pressmeddelanden. Vissa extremt bevakade organisationer som Vita huset och Pentagon håller dock dagliga presskonferenser.
Presskonferenser utvecklades och etablerades under första världskriget då de olika militärmyndigheterna ville orientera kring läget på de olika krigsfronterna. Idag är de viktiga inslag i kontakterna mellan olika myndigheter och organisationer och allmänhetens behov av information.